# Флауэрс, Бесс
Бесс Флауэрс (англ. Bess Flowers, 23 ноября 1898 — 28 июля 1984) — американская актриса. Она была известна как «Королева голливудских статистов», появившись в более чем 1110 фильмах и телесериалах. Является рекордсменкой по количеству появлений в фильмах, номинированных на премию «Оскар» за лучший фильм (23).

## Биография
На большом экране дебютировала в 1923 году в комедии «Голливуд». За годы своей актёрской карьеры она появилась более чем в 1110 фильмах и сериалах на второстепенных ролях, большинство из которых были даже без слов. Среди фильмов с её участием такие картины как «Люди искусства» (1928), «Это случилось однажды ночью» (1934), «Время свинга» (1936), «Одинокий волк в Париже» (1938), «Ниночка» (1939), «Мистер и миссис Смит» (1941), «Девушка с обложки» (1944), «Триумфальная арка» (1948), «Всё о Еве» (1950), «Поющие под дождём» (1952), «Злые и красивые» (1952), «В случае убийства набирайте «М»» (1954), «Окно во двор» (1954), «Забавная мордашка» (1957), «Свидетель обвинения» (1957) и «Нюрнбергский процесс» (1961). На телевидении она появилась в сериалах «Я люблю Люси», «Альфред Хичкок представляет» и других.
Актриса дважды была замужем. От первого супруга Каллена Тейта она родила в 1924 году дочь Патришу Э. Тейт, которая умерла в 1972 году в возрасте 48 лет. Бесс Флауэрс скончалась в Вудленд-Хиллз в 1984 году в возрасте 85 лет.

## Избранная фильмография
| Год  |   | Русское название            | Оригинальное название      | Роль                        |
| ---- | - | --------------------------- | -------------------------- | --------------------------- |
| 1931 | ф | Вольная душа                | A Free Soul                | гостья на дне рождения      |
| 1932 | ф | Шанхайский экспресс         | Shanghai Express           | —                           |
| 1932 | ф | Гранд-отель                 | Grand Hotel                | гостья отеля                |
| 1934 | ф | Это случилось однажды ночью | It Happened One Night      | Агнес                       |
| 1934 | ф | Тонкий человек              | The Thin Man               | гостья на вечеринке Ника    |
| 1934 | ф | Весёлая вдова               | The Merry Widow            | девушка Maxim               |
| 1937 | ф | Звезда родилась             | A Star Is Born             | —                           |
| 1937 | ф | Ужасная правда              | The Awful Truth            | Виола Хит                   |
| 1938 | ф | Иезавель                    | Jezebel                    | посетительница бара         |
| 1938 | ф | С собой не унесёшь          | You Can’t Take It with You | соседка Мартина в зале суда |
| 1939 | ф | Любовный роман              | Love Affair                | пассажирка лайнера          |
| 1939 | ф | Унесённые ветром            | Gone with the Wind         | медсестра госпиталя         |